# Supercoppa d'Islanda
La Supercoppa d'Islanda, in islandese Meistarakeppni karla, è la competizione annuale in cui si affrontano in un'unica gara i campioni d'Islanda in carica con i detentori della Coppa d'Islanda.

## Storia
La supercoppa islandese è stata fondata nel 1968 e vede affrontarsi la squadra vincitrice del campionato e quella vincitrice della coppa nazionale. Nelle prime due edizioni i due club dovevano sfidarsi in quattro partite, dove il complessivo delle vittorie e delle reti fatte decidevano il vincitore. Dall'edizione del 1971 e a quella del 1979 la supercoppa ha incluso tre squadre (tutte quelle che rappresentavano l'Islanda nella Coppa dei Campioni o nella Coppa UEFA) che giocavano un doppio round robin.

## Albo d'oro
In questa lista non vengono considerate le edizioni che vanno dal 1971 al 1979.
| Anno | Vincitore        | Risultato          | Finalista        |
| ---- | ---------------- | ------------------ | ---------------- |
| 1969 | KR Reykjavík     | 1-1; 3-0; 4-2; 6-1 | ÍBV Vestmannæyja |
| 1970 | Keflavík         | 2-0; 0-2; 1-1; 2-1 | ÍBA Akureyri     |
| 1980 | ÍBV Vestmannæyja | 0-0 3-2 (dtr)      | Fram Reykjavík   |
| 1981 | Fram Reykjavík   | 1-0                | Valur            |
| 1982 | Víkingur         | 2-0                | ÍBV Vestmannæyja |
| 1983 | Víkingur         | 2-0                | ÍA Akraness      |
| 1984 | ÍBV Vestmannæyja | 2-1                | ÍA Akraness      |
| 1985 | Fram Reykjavík   | 3-2                | ÍA Akraness      |
| 1986 | Fram Reykjavík   | 2-1                | Valur            |
| 1987 | ÍA Akraness      | 2-0                | Fram Reykjavík   |
| 1988 | Valur            | 4-3                | Fram Reykjavík   |
| 1989 | Fram Reykjavík   | 3-1                | Valur            |
| 1990 | KA Akureyri      | 1-0                | Fram Reykjavík   |
| 1991 | Valur            | 2-1                | Fram Reykjavík   |
| 1992 | Valur            | 3-1                | Víkingur         |
| 1993 | Valur            | 2-1                | ÍA Akraness      |
| 1994 | ÍA Akraness      | 4-2                | Keflavík         |
| 1995 | ÍA Akraness      | 5-0                | KR Reykjavík     |
| 1996 | KR Reykjavík     | 3-1                | ÍA Akraness      |
| 1997 | ÍBV Vestmannæyja | 5-3                | ÍA Akraness      |
| 1998 | Keflavík         | 3-1                | ÍBV Vestmannæyja |
| 1999 | ÍBV Vestmannæyja | 2-1                | KS/Leiftur       |
| 2003 | KR Reykjavík     | 2-1                | Fylkir           |
| 2004 | ÍA Akraness      | 3-0                | KR Reykjavík     |
| 2005 | FH Hafnarfjörður | 2-0                | Keflavík         |
| 2006 | Valur            | 1-0                | FH Hafnarfjörður |
| 2007 | FH Hafnarfjörður | 1-0                | Keflavík         |
| 2008 | Valur            | 2-1                | FH Hafnarfjörður |
| 2009 | FH Hafnarfjörður | 3-1                | KR Reykjavík     |
| 2010 | FH Hafnarfjörður | 1-0                | Breiðablik       |
| 2011 | FH Hafnarfjörður | 3-0                | Breiðablik       |
| 2012 | KR Reykjavík     | 2-0                | FH Hafnarfjörður |
| 2013 | FH Hafnarfjörður | 3-1                | KR Reykjavík     |
| 2014 | KR Reykjavík     | 2-0                | Fram Reykjavík   |
| 2015 | Stjarnan         | 1-0                | KR Reykjavík     |
| 2016 | Valur            | 3-3 4-1 (dtr)      | FH Hafnarfjörður |
| 2017 | Valur            | 1-0                | FH Hafnarfjörður |
| 2018 | Valur            | 2-1                | ÍBV Vestmannæyja |
| 2019 | Stjarnan         | 0-0 6-5 (dtr)      | Valur            |
| 2020 | KR Reykjavík     | 1-0                | Víkingur         |
| 2021 |                  | -                  |                  |
| 2022 | Víkingur         | 1-0                | Breiðablik       |
| 2023 | Breiðablik       | 3-2                | Víkingur         |
| 2024 | Víkingur         | 1-1 4-2 (dtr)      | Valur            |

## Titoli per club
| Club             | Vittorie | Sconfitte | Anni vittorie                                                    | Anni sconfitte                                                   |
| ---------------- | -------- | --------- | ---------------------------------------------------------------- | ---------------------------------------------------------------- |
| Valur            | 11       | 8         | 1977, 1979, 1988, 1991, 1992, 1993, 2006, 2008, 2016, 2017, 2018 | 1974, 1975, 1978, 1981, 1986, 1989, 2019, 2024                   |
| Fram Reykjavík   | 6        | 9         | 1971, 1974, 1981, 1985, 1986, 1989                               | 1973, 1976, 1977, 1980, 1987, 1988, 1990, 1991, 2014             |
| Keflavík         | 6        | 6         | 1970, 1972, 1973, 1975, 1976, 1998                               | 1971, 1974, 1979, 1994, 2005, 2007                               |
| KR Reykjavík     | 6        | 5         | 1969, 1996, 2003, 2012, 2014, 2020                               | 1995, 2004, 2009, 2013, 2015                                     |
| FH Hafnarfjörður | 6        | 5         | 2005, 2007, 2009, 2010, 2011, 2013                               | 2006, 2008, 2012, 2016, 2017                                     |
| ÍA Akraness      | 5        | 11        | 1978, 1987, 1994, 1995, 2004                                     | 1971, 1975, 1976, 1977, 1978, 1983, 1984, 1985, 1993, 1996, 1997 |
| ÍBV Vestmannæyja | 4        | 7         | 1980, 1984, 1997, 1999                                           | 1969, 1972, 1973, 1978, 1982, 1998, 2018                         |
| Víkingur         | 4        | 4         | 1982, 1983, 2022, 2024                                           | 1972, 1992, 2020, 2023                                           |
| Stjarnan         | 2        | -         | 2015, 2019                                                       | -                                                                |
| Breiðablik       | 1        | 3         | 2023                                                             | 2010, 2011, 2022                                                 |
| KA Akureyri      | 1        | -         | 1990                                                             | -                                                                |
| Fylkir           | -        | 1         | -                                                                | 2003                                                             |
| ÍBA Akureyri     | -        | 1         | -                                                                | 1970                                                             |
| KS/Leiftur       | -        | 1         | -                                                                | 1999                                                             |